# Inganno (film 1946)
Inganno (Decoy) è un film del 1946 diretto da Jack Bernhard.